# Moșoaia
Moşoaia é uma comuna romena localizada no distrito de Argeş, na região de Muntênia. A comuna possui uma área de 44.90 km² e sua população era de 4409 habitantes segundo o censo de 2007.